# 대사헌
대사헌(大司憲)은 도헌(都憲) 또는 대헌(大憲)이라고도 한다. 조선의 관직으로 중앙과 지방행정의 감찰과 고발을 담당하는 사헌부의 수장이다. 종이품(從二品)이며, 정원은 1원이다. 오늘날의 검찰총장과 같은 역할로, 시정(時政)에 대한 탄핵, 백관(百官)에 대한 규찰, 풍속을 바로잡고, 원억(冤抑)을 펴며, 참람허위(僭濫虛僞)의 금지 등의 임무를 맡았다.

## 역대 대사헌
기준은 7월 28일을 기준으로 한다.

### 태조
1. 1392년 7월 28일 남재
2. 1393년 2월 11일 안경공
3. 1393년 9월 13일 이근
4. 1394년 9월 8일  이서
5. 1394년 10월 10일 박경
6. 1396년 ?월 ?일 신효창
7. 1396년 12월 22일 민여익
8. 1397년 1월 28일 이직
9. 1398년 5월 21일 성석용
10. 1398년 9월 5일 조박

- 사헌부에 임명된 사람: 남재, 안경공, 이근, 이서, 박경, 신효창, 민여익, 이직, 성석용, 조박(10명)

### 정종
1. 1399년 5월 16일 전백영
2. 1400년 3월 15일 권근
3. 1400년 8월 4일 최이
4. 1400년 9월 8일 정구
  1. 1400년 12월 1일 대사헌 정구는 파직을 당함
5. 1400년 12월 1일 김약채

### 태종
1. 1401년 1월 25일 이지
2. 1401년 1월 27일 김약채
  1. 1401년 2월 10일 대사헌 김약채는 파면당함.
3. 1401년 2월 15일 유관
  1. 1401년 7월 8일 대사헌 유관은 파직을 당함.
4. 1401년 7월 13일 이원
  1. 1401년 9월 21일 대사헌 이원이 밤에 법을 어기고 통행한 죄로 파직을 당함.
5. 1401년 9월 26일 이지
  1. 1402년 2월 15일 대사헌 이지가 사직을 함.
  2. 1402년 2월 23일 이지를 불러 직사에 나오도록 함.
6. 1402년 7월 22일 박신
7. 1403년 7월 16 이첨
8. 1403년 11월 9일 이문화
9. 1403년 윤11월 27일 최유경
  1. 1404년 5월 15일 피혐을 어긴 대사헌 최유경을 파면시킴.
10. 1404년 5월 15일 김희선
  1. 1404년 6월 23일 대사헌 김희선이 탄핵을 당함.
11. 1404년 7월 1일 김희선
12. 1404년 10월 14일 유양
13. 1404년 10월 23일 함부림
14. 1405년 4월 5일 이내
  1. 1405년 5월 28일 대사헌 이내가 사직을 함.
15. 1405년 7월 3일 김첨
16. 1405년 8월 19일 박신
17. 1405년 12월 6일 허응
18. 1406년 6월 27일 박석명
19. 1406년 7월 6일 한상경
20. 1406년 8월 19일 이원
21. 1406년 12월 8일 민무질
22. 1407년 3월 3일 성석인
23. 1407년 7월 4일 권진
24. 1407년 8월 3일 김희선
25. 1407년 9월 11일 윤향
26. 1407년 10월 3일 안원
27. 1407년 12월 8일 이직
28. 1408년 2월 11일 남재
29. 1408년 10월 1일 박은
30. 1408년 11월 7일 맹사성
31. 1408년 12월 12일 대사헌 맹사성을 귀양을 보냄.
32. 1409년 윤4월 29일 유양
33. 1409년 8월 10일 유양
34. 1409년 9월 3일 이문화
  1. 1409년 10월 11일 대사헌 이문화가 해면됨.
35. 1410년 2월 13일 김한로
36. 1410년 7월 6일 황희
37. 1411년 7월 20일 박은
38. 1411년 8월 23일 박경
39. 1411년 11월 20일 유정현
40. 1412년 8월 21일 정역
41. 1413년 4월 7일 안성
42. 1413년 4월 24일 윤향
43. 1414년 1월 13일 안등
44. 1414년 2월 25일 유관
45. 1414년 7월 20일 이은
46. 1414년 12월 3일 이은
47. 1415년 12월 7일 이발
48. 1415년 12월 28일 이원
49. 1416년 3월 25일 김여지
50. 1417년 9월 7일 박습

### 세종
1. 1418년 8월 12일 허지
2. 1419년 4월 17일 신상
3. 1420년 1월 7일 김자지
4. 1420년 3월 29일 홍여방
5. 1422년 2월 16일 성엄
6. 1422년 10월 28일 원숙
7. 1423년 3월 12일 하연
8. 1424년 4월 7일 유영
9. 1424년 6월 20일 이지강
10. 1424년 12월 4일 이명덕
11. 1425년 3월 1일 황희
12. 1425년 5월 21일 김익정
13. 1426년 5월 13일 권도
14. 1426년 9월 4일 최사강
15. 1427년 7월 4일 이맹균
16. 1427년 10월 7일 김맹성
17. 1428년 2월 7일 최부
18. 1428년 7월 5일 조계생
19. 1428년 12월 4일 조치
20. 1429년 6월 24일 조치
21. 1429년 7월 5일 김효손
22. 1429년 12월 6일 이승직
23. 1430년 윤12월 3일 정흠지
24. 1431년 2월 1일 신개
25. 1431년 10월 8일 오승
26. 1431년 11월 15일 허성
  1. 1432년 4월 19일 대사헌 허성이 사직을 함
27. 1432년 5월 9일 신개
28. 1432년 7월 2일 신개
29. 1433년 윤8월 20일 하연
30. 1434년 2월 26일 노환
31. 1434년 5월 8일 노환
32. 1434년 12월 17일 이숙치
33. 1437년 1월 26일 김효정
34. 1437년 3월 22일 안숭선
35. 1437년 4월 1일 최윤덕
36. 1438년 4월 28일 남지
37. 1439년 10월 4일 윤번
38. 1440년 10월 22일 박안신
39. 1441년 9월 17일 정갑손
40. 1442년 2월 1일 정갑손
  1. 1442년 10월 8일 정갑손은 좌천시켜 경기도 관찰사로 임명
41. 1442년 10월 8일 민신
42. 1444년 1월 12일 권맹손
  1. 1444년 6월 27일 대사헌 권맹손이 탄핵을 당함.
43. 1444년 7월 5일 이견기
44. 1445년 7월 1일 허후
45. 1445년 7월 24일 강석덕
46. 1446년 8월 5일 이계린
47. 1447년 12월 3일 윤형
48. 1449년 2월 1일 조수량
49. 1449년 10월 5일 이승손

1. 항목

### 문종
1. 1450년 10월 6일 안완경
2. 1451년 5월 4일 정창손
3. 1452년 2월 20일 성봉조
4. 1452년 4월 13일 한확

### 단종
1. 1452년 12월 11일 이인손
2. 1453년 3월 4일 이인손
3. 1453년 3월 15일 기건
4. 1453년 7월 1일 기건
5. 1453년 7월 28일 박중림
6. 1453년 10월 11일 권준
7. 1455년 2월 26일 최항

### 세조
1. 1455년 7월 21일 최항
2. 1455년 8월 19일 노숙동
3. 1455년 12월 19일 황수신
4. 1456년 1월 9일 강맹경
5. 1456년 3월 2일 신숙주
6. 1456년 5월 3일 신석조
7. 1456년 9월 8일 안숭효
8. 1457년 2월 20일 김순
9. 1457년 5월 21일 한명회
10. 1457년 8월 14일 김연지
11. 1457년 9월 19일 김세민
12. 1458년 5월 11일 민건
13. 1458년 6월 28일 어효첨
14. 1458년 7월 14일 민건
15. 1459년 3월 20일 윤사윤
16. 1459년 5월 7일 조효문
17. 1459년 6월 3일 조효문
18. 1459년 7월 3일 함우치
19. 1459년 8월 6일 조석문
20. 1459년 9월 20일 김광수
21. 1460년 1월 3일 윤자운
22. 1460년 2월 10일 박원형
23. 1460년 4월 12일 구치관
24. 1460년 5월 10일 권반
25. 1460년 8월 6일 김길통
26. 1460년 11월 10일 김예몽
27. 1461년 3월 11일 이교연
28. 1461년 5월 20일 정식
29. 1461년 5월 25일 이석형
30. 1461년 9월 27일 이효장
31. 1462년 4월 6일 함우치
32. 1463년 4월 23일 유자환
33. 1463년 7월 6일 서거정
34. 1464년 4월 3일 김종순
35. 1465년 7월 27일 양성지
36. 1465년 8월 7일 홍윤성

### 예종
1. 1469년 3월 12일 허종
2. 1469년 5월 29일 오백창
3. 1469년 10월 18일 이극돈
4. 1469년 11월 12일 윤필상

### 성종
1. 1471년 6월 30일 한치형
2. 1471년 10월 23일 김지경
3. 1472년 3월 7일 노사신
4. 1472년 4월 4일 신승선
5. 1472년 6월 22일 권감
6. 1472년 11월 16일 서거정
7. 1474년 1월 23일 이예(가정 대부)
8. 1474년 4월 28일 이서장(가선 대부)
9. 1475년 7월 1일 윤계겸(자헌 대부)
10. 1477년 2월 5일 김영유(가선 대부)
11. 1477년 8월 26일 현석규(자헌 대부)
12. 1477년 8월 29일 이숭원(자헌 대부)
13. 1477년 10월 2일 양성지(자헌 대부)
14. 1477년 10월 5일 이계손(자헌 대부)
15. 1477년 11월 3일 이계손(자헌 대부)
16. 1478년 2월 21일 유지(가정 대부)
17. 1478년 6월 29일 김유(가선 대부)
18. 1478년 9월 6일 이극기(가선 대부)
19. 1479년 5월 11일 어세겸(가정 대부)
20. 1479년 5월 12일 박숙진(가정 대부)
21. 1479년 8월 30일 김양경(정헌 대부)
22. 1480년 4월 1일 정괄(가선 대부)
23. 1481년 3월 29일 조간(가선 대부)
24. 1481년 8월 7일 이봉(가선 대부)
25. 1481년 11월 19일 이극돈(가선 대부)
26. 1481년 12월 13일 김승경(가선 대부)
27. 1482년 3월 11일 채수(가선 대부)
28. 1482년 8월 13일 어세겸(자헌 대부)
29. 1482년 10월 1일 이철견(숭정 대부)
30. 1483년 6월 28일 손순효(숭정 대부)
31. 1483년 8월 27일 이덕량(자헌 대부)
32. 1483년 10월 4일 노공필(가정 대부)
33. 1484년 6월 23일 이극균(자헌 대부)
34. 1484년 11월 14일 유순(가선 대부)
35. 1485년 6월 2일 이세좌(가정 대부)
36. 1485년 7월 17일 이경동(가선 대부)
37. 1486년 11월 30일 박건(가선 대부)
38. 1487년 5월 23일 김승경(가선 대부)
39. 1487년 8월 1일 이세필(가선 대부)
40. 1487년 8월 12일 성건(가선 대부)
41. 1487년 11월 30일 권건(가선 대부)
42. 1487년 12월 23일 박안성(가선대부)
43. 1488년 2월 16일 성준(자헌 대부)
44. 1488년 10월 4일 이칙
45. 1489년 2월 28일 홍귀달(가정 대부)
46. 1489년 4월 2일 송영
47. 1489년 6월 6일 박건(가선 대부)
48. 1489년 9월 27일 조익정(가선 대부)
49. 1489년 10월 3일 이세좌(가정 대부)
50. 1489년 11월 4일 권정(가선 대부)
51. 1490년 2월 5일 유순(가선 대부)
52. 1490년 7월 21일 박숭질(가선 대부)
53. 1490년 9월 5일 이계동(가선 대부)
54. 1491년 4월 21일 조익정(가선 대부)
55. 1491년 4월 22일 신종호(가선 대부)
56. 1491년 6월 5일 이유인(가선 대부)
57. 1491년 12월 16일 김여석(가정 대부)
58. 1492년 4월 3일 김승경(가선 대부)
59. 1492년 6월 26일 김제신(가선 대부)
60. 1492년 9월 6일 이세좌
61. 1493년 윤5월 2일 성현(가선 대부)
62. 1493년 7월 29일 허침(가선 대부)
63. 1494년 5월 20일 정경조(가선 대부)
64. 1494년 6월 28일 이집(가선 대부)
65. 1494년 7월 23일 황사효(가선 대부)
66. 1494년 10월 12일 김극검(가선 대부)
67. 1494년 10월 15일 이의(가선 대부)
68. 1494년 12월 12일 정미수
69. 1494년 12월 23일 이손

### 연산군
1. 1495년 8월 9일 한치형(16일)
2. 1495년 8월 25일 권경희(106일)
3. 1495년 12월 11일 이집(235일)
4. 1496년 8월 6일 윤민(5일)
5. 1496년 8월 11일 김심(30일)
6. 1496년 9월 11일 김제신(109일)
7. 1496년 11월 30일 구치곤(118일)
8. 1497년 2월 28일 홍헌(106일)
9. 1497년 6월 14일 이집(204일)
10. 1498년 1월 5일 권경우(79일)
11. 1498년 4월 4일 신준(50일)
12. 1498년 5월 24일 강귀손(165일)
13. 1498년 11월 9일 김영정(14일)
14. 1499년 11월 23일 김심(30일)
15. 1499년 12월 23일 안침(55일)
16. 1500년 2월 18일 양희지(101일)
17. 1500년 5월 29일 한사문(12일)
18. 1500년 6월 11일 이인형(30일)
19. 1500년 8월 11일 최응현(10일)
20. 1500년 8월 21일 한사문(37일)
21. 1500년 9월 28일 성현(340일)
22. 1501년 8월 8일 한사문(149일)
23. 1502년 1월 5일 김영정(335일)
24. 1502년 12월 10일 최한원(53일)
25. 1503년 2월 3일 최한원(40일)
26. 1504년 3월 13일 홍자아(22일)
27. 1504년 4월 5일 성세명(865일)
28. 평균 재임 기간: 대략 120.962일

### 중종
1. 1506년 9월 20일 이계맹
2. 1506년 12월 13일 김감
3. 1507년 1월 12일 김응기
4. 1507년 2월 4일 윤은보
5. 1507년 9월 1일 안윤손
6. 1507년 10월 1일 송질
7. 1507년 10월 11일 신용개
8. 1507년 10월 21일 이유청
9. 1507년 11월 19일 장순손
10. 1507년 12월 12일 홍경주
11. 1508년 1월 22일 조계상
12. 1508년 3월 17일 이유청
13. 1508년 4월 9일 박원종
14. 1508년 6월 1일 임유경
15. 1508년 9월 3일 김수동
16. 1508년 10월 3일 유순정
17. 1508년 11월 10일 이집
18. 1509년 1월 18일 안당
19. 1509년 3월 22일 권홍
20. 1509년 7월 6일 권균
21. 1509년 8월 5일 김전
22. 1509년 11월 3일 박열
23. 1510년 2월 7일 김봉
24. 1510년 2월 17일 이계맹
25. 1510년 3월 21일 정광필
26. 1510년 5월 6일 성희안
27. 1510년 7월 3일 안당
28. 1511년 4월 19일 남곤
29. 1511년 4월 27일 홍숙
30. 1511년 6월 4일 안당
31. 1511년 8월 25일 남곤
32. 1511년 10월 22일 윤금손
33. 1512년 5월 7일 김전
34. 1512년 5월 21일 황맹헌
35. 1512년 윤5월 1일 성몽정
36. 1512년 윤5월 18일 김전
37. 1512년 12월 11일 남곤
38. 1514년 10월 20일 김전
39. 1514년 11월 5일 성몽정
40. 1514년 11월 14일 고형산
41. 1514년 11월 21일 송천희
42. 1515년 2월 5일 조순
43. 1515년 2월 10일 권민수
44. 1515년 11월 24일 이장곤
45. 1515년 11월 29일 박열
46. 1515년 12월 6일 임유경
47. 1515년 12월 13일 이계맹
48. 1516년 2월 7일 박열
49. 1516년 8월 6일 남곤
50. 1516년 9월 27일 김당
51. 1517년 5월 18일 최숙생
52. 1517년 8월 28일 남곤
53. 1517년 11월 19일 고형산
54. 1517년 11월 22일 윤세호
55. 1518년 2월 22일 정수강
56. 1518년 2월 24일 최숙생
57. 1518년 5월 15일 고형산
58. 1518년 5월 19일 이자
59. 1518년 6월 28일 이항
60. 1518년 7월 28일 김정
61. 1518년 11월 19일 유인숙
62. 1518년 11월 21일 조광조
63. 1519년 3월 6일 조원기
64. 1519년 3월 15일 김정
65. 1519년 5월 2일 김정
66. 1519년 5월 16일 조광조
67. 1519년 11월 16일 유운
68. 1519년 11월 25일 이항
69. 1520년 2월 4일 한효원
70. 1520년 2월 10일 김당
71. 1520년 2월 23일 손중돈
72. 1520년 2월 25일 성운
73. 1520년 7월 14일 홍숙
74. 1521년 9월 27일 조계상
75. 1521년 11월 9일 윤은보
76. 1522년 4월 4일 김극성
77. 1522년 7월 19일 성운
78. 1522년 10월 17일 조순
79. 1523년 1월 26일 김극핍
80. 1523년 2월 18일 김극핍
81. 1523년 6월 9일 성운
82. 1524년 6월 8일 김안로
83. 1524년 7월 5일 채침
84. 1524년 8월 29일 홍언필
85. 1524년 10월 23일 윤은보
86. 1524년 11월 1일 이항
87. 1524년 11월 19일 손중돈
88. 1525년 3월 4일 홍언필
89. 1525년 6월 19일 김희수
90. 1525년 7월 8일 심정
91. 1525년 7월 15일 손중돈
92. 1525년 윤12월 2일 박호
93. 1526년 2월 15일 성운
94. 1526년 5월 6일 김당
95. 1526년 6월 25일 유여림
96. 1526년 11월 17일 김당
97. 1527년 4월 13일 한효원
98. 1527년 5월 12일 박호
99. 1527년 5월 21일 홍언필
100. 1527년 6월 1일 윤인경
101. 1527년 6월 26일 박호
102. 1527년 8월 16일 김근사
103. 1527년 11월 2일 홍언필
104. 1528년 9월 3일 김극핍
105. 1528년 10월 21일 김극성
106. 1529년 11월 8일 서지
107. 1529년 11월 15일 윤은보
108. 1529년 11월 26일 윤은보
109. 1529년 11월 30일 남세준
110. 1529년 12월 6일 조방언
111. 1529년 12월 8일 박호
112. 1530년 4월 7일 윤은보
113. 1530년 7월 14일 성세창
114. 1530년 7월 19일 한효원
115. 1530년 10월 14일 유관
116. 1530년 10월 17일 김당
117. 1530년 11월 14일 서지
118. 1530년 11월 18일 김근사
119. 1531년 4월 16일 박호
120. 1531년 7월 11일 언필
121. 1531년 8월 18일 유관
122. 1531년 9월 5일 심언경
123. 1532년 2월 28일 황사우
124. 1533년 2월 9일 채소권
125. 1533년 2월 29일 홍언필
126. 1533년 4월 5일 심언광
127. 1533년 5월 25일 심언광
128. 1533년 9월 14일 권예
129. 1533년 12월 22일 허흡
130. 1534년 4월 11일 권예
131. 1534년 5월 19일 황사우
132. 1534년 6월 3일 권예
133. 1534년 7월 3일 권예
134. 1534년 7월 12일 황사우
135. 1534년 8월 6일 심언경
136. 1534년 11월 6일 오준
137. 1534년 11월 21일 권예
138. 1535년 1월 5일 황사우
139. 1535년 2월 18일 황사우
140. 1535년 3월 9일 허황
141. 1536년 6월 1일 채무택
142. 1537년 1월 29일 유세린
143. 1537년 2월 21일 권예
144. 1537년 3월 19일 박홍린
145. 1537년 5월 11일 성윤
146. 1537년 6월 21일 박홍린
147. 1537년 7월 27일 성윤
148. 1537년 8월 30일 양연
149. 1537년 9월 12일 남세건
150. 1537년 10월 12일 양연
151. 1538년 2월 26일 임백령
152. 1538년 5월 13일 이기
153. 1538년 8월 8일 황헌
154. 1538년 9월 23일 황헌
155. 1539년 2월 13일 임백령
156. 1539년 6월 1일 유관
157. 1539년 6월 15일 유인숙
158. 1539년 7월 30일 유인숙
159. 1539년 9월 6일 상진
160. 1539년 10월 22일 성세창
161. 1540년 5월 12일 정옥형
162. 1540년 5월 21일 최보한
163. 1540년 5월 25일 공서린
164. 1540년 5월 28일 남효의
165. 1540년 9월 4일 김섬
166. 1540년 9월 17일 신광한
167. 1540년 11월 21일 이언적
168. 1541년 2월 23일 허자
169. 1541년 3월 13일 최보한
170. 1541년 4월 25일 정순봉
171. 1541년 6월 26일 최보한
172. 1541년 10월 8일 심연원
173. 1541년 11월 8일 송인수
174. 1541년 12월 29일 송순
175. 1542년 4월 10일 허자
176. 1542년 4월 23일 신영
177. 1542년 8월 19일 이언적
178. 1542년 9월 26일 김만균
179. 1542년 12월 1일 한숙
180. 1543년 2월 4일 최보한
181. 1543년 8월 5일 임백령
182. 1543년 11월 1일 신거관
183. 1543년 12월 27일 민제인
184. 1544년 2월 22일 이해
185. 1544년 4월 22일 임백령
186. 1544년 6월 23일 정순붕
187. 1544년 12월 29일 이해

### 인종
1. 1545년 윤1월 18일 송인수
2. 1545년 5월 12일 민제인

### 명종
1. 1545년 8월 24일 허자
2. 1545년 10월 28일 최보한(가의 대부)
3. 1545년 11월 18일 김광준(추성 정난 위사 공신 가선 대부)
4. 1546년 1월 17일 윤원형
  1. 1546년 1월 25일 대사헌 윤원형이 체직됨.
5. 1546년 1월 26일 정유선
6. 1546년 2월 15일 김광준
7. 1546년 3월 8일 권철
8. 1546년 4월 26일 홍섬
9. 1546년 11월 2일 이미
10. 1546년 11월 20일 나세찬
11. 1546년 12월 30일 이미
12. 1547년 3월 30일 유진동
13. 1547년 5월 19일 안현
14. 1547년 10월 12일 송겸
15. 1548년 1월 29일 구수담
16. 1548년 6월 28일 정응두
17. 1548년 10월 14일 유진동
18. 1548년 10월 23일 송세형
19. 1548년 12월 2일 조언수
20. 1549년 2월 25일 송세형
21. 1549년 3월 26일 조광운
22. 1549년 4월 3일 구수담
23. 1549년 5월 24일 진복창
24. 1549년 10월 17일 이명규
25. 1549년 11월 12일 이준경
26. 1549년 11월 24일 구수담
27. 1550년 2월 13일 윤옥
28. 1550년 3월 18일 조사수
29. 1550년 5월 11일 이준경
30. 1550년 5월 15일 송세형
31. 1550년 10월 20일 권찬
32. 1551년 8월 28일 송세형
33. 1551년 9월 29일 이명규
34. 1551년 11월 2일 권찬
35. 1552년 3월 4일 원계검
36. 1552년 3월 21일 신영
37. 1552년 5월 25일 원계검
38. 1552년 9월 4일 심통원
39. 1552년 9월 18일 이명
40. 1552년 10월 16일 이준경
41. 1553년 2월 5일 김주
42. 1553년 7월 25일 윤춘년
43. 1554년 8월 2일 윤춘년
44. 1555년 2월 29일 정유
45. 1555년 7월 9일 정대년
46. 1555년 윤11월 16일 송기수
47. 1556년 2월 17일 홍담
48. 1556년 5월 18일 윤춘년
49. 1556년 10월 21일 홍담
50. 1557년 3월 9일 오겸
51. 1557년 7월 24일 홍담
52. 1557년 11월 1일 유강
53. 1558년 1월 5일 정유길
54. 1558년 5월 29일 민기
55. 1558년 7월 27일 성세장
56. 1558년 9월 16일 윤인서
57. 1558년 10월 26일 정유길
58. 1559년 2월 18일 김개
59. 1559년 5월 17일 성세장
60. 1559년 6월 10일 이몽량
61. 1559년 8월 19일 오상
62. 1559년 8월 26일 박영준
63. 1559년 10월 4일 오상
64. 1559년 11월 25일 홍담
65. 1559년 11월 28일 송기수
66. 1560년 3월 20일 성세장
67. 1560년 5월 12일 오상
68. 1560년 6월 11일 성세장
69. 1560년 8월 19일 박충원
70. 1560년 9월 24일 오겸
71. 1560년 11월 20일 이몽량
72. 1561년 2월 22일 유강
73. 1561년 2월 30일 송기수
74. 1561년 4월 25일 김홍윤
75. 1561년 5월 27일 이문형
76. 1561년 6월 12일 기대항
77. 1562년 3월 6일 박영준
78. 1562년 6월 6일 이언충
79. 1562년 7월 14일 이우민
80. 1562년 8월 6일 이중경
81. 1563년 2월 14일 기대항
82. 1563년 5월 21일 오상
83. 1563년 6월 25일 이감
84. 1563년 8월 19일 기대항
85. 1563년 10월 7일 심수경
86. 1563년 10월 11일 송기수
87. 1563년 11월 12일 이탁
88. 1564년 1월 22일 유홍
89. 1564년 2월 17일 민기
90. 1564년 7월 22일 오상
91. 1564년 9월 6일 박충원
92. 1564년 10월 6일 이탁
93. 1564년 10월 18일 오상
94. 1565년 1월 3일 이량

### 선조
1. 1568년 4월 30일 박응남
2. 1568년 7월 16일 김귀영
3. 1568년 10월 4일 박응남
4. 1569년 1월 25일 강사상
5. 1570년 5월 21일 박계현
6. 1571년 1월 25일 강사상
7. 1571년 6월 21일 백인걸
8. 1571년 7월 4일 김덕룡
9. 1571년 8월 24일 이후백
10. 1572년 11월 9일 이후백
11. 1573년 1월 1일 박근원
12. 1573년 1월 4일 이양원
13. 1573년 1월 28일 박영준
14. 1573년 2월 8일 박근원
15. 1573년 3월 8일 오상
16. 1573년 3월 11일 박영준
17. 1573년 3월 22일 유희춘
18. 1573년 4월 25일 박근원
19. 1573년 5월 23일 유희춘
20. 1573년 6월 6일 박근원
21. 1573년 7월 6일 이양원
22. 1573년 7월 22일 유희춘
23. 1573년 8월 2일 박근원
24. 1573년 8월 6일 윤의중
25. 1573년 8월 24일 심의겸
26. 1573년 10월 18일 노진
27. 1573년 12월 16일 박근원
28. 1573년 12월 20일 윤의중
29. 1574년 1월 16일 박근원
30. 1574년 2월 17일 심의겸
31. 1574년 5월 6일 박근원
32. 1574년 7월 13일 이후백
33. 1574년 7월 16일 유희춘
34. 1574년 7월 23일 이양원
35. 1574년 7월 29일 윤의중
36. 1574년 8월 16일 이양원
37. 1574년 9월 2일 박소립
38. 1574년 9월 27일 박소립
39. 1574년 10월 27일 이양원
40. 1574년 12월 1일 이희검
41. 1575년 1월 16일 박소립
42. 1575년 12월 22일 박소립
43. 1576년 4월 2일 이준민
44. 1576년 4월 10일 박호원
45. 1576년 5월 12일 유희춘
46. 1576년 7월 25일 이준민
47. 1576년 8월 23일 박계현
48. 1577년 1월 22일 이준민
49. 1578년 1월 25일 이양원
50. 1579년 7월 2일 정지연
51. 1579년 7월 2일 이식
52. 1580년 5월 24일 이산해
53. 1580년 9월 3일 이식
54. 1580년 12월 5일 정탁
55. 1581년 3월 8일 이식
56. 1581년 3월 15일 이우직
57. 1581년 4월 11일 이산해
58. 1581년 4월 17일 정지연
59. 1581년 7월 이이
60. 1581년 10월 16일 구봉령
61. 1582년 6월 5일 최황
62. 1582년 12월 8일 유성룡
63. 1583년 1월 2일 안자유
64. 1583년 4월 9일 정탁
65. 1583년 4월 14일 이식
66. 1583년 4월 28일 이양원
67. 1583년 7월 18일 이기
68. 1583년 8월 20일 이양원
69. 1583년 9월 1일 이우직
70. 1584년 2월 23일 정철
71. 1585년 2월 20일 정탁
72. 1585년 4월 17일 정언신
73. 1585년 6월 23일 구봉령
74. 1583년 9월 2일 이식
75. 1586년 5월 23일 정언지
76. 1588년 1월 14일 정언지
77. 1588년 4월 13일 임국로
78. 1588년 윤6월 4일 김응남
79. 1588년 7월 23일 정언지
80. 1589년 4월 16일 정윤복
81. 1589년 8월 3일 권극지
82. 1589년 11월 8일 최황
83. 1590년 5월 19일 홍성민
84. 1590년 12월 27일 이산보
85. 1591년 1월 15일 윤두수
86. 1591년 2월 13일 이증
87. 1591년 6월 23일 이원익
88. 1591년 7월 5일 최황
89. 1591년 7월 6일 홍여순
90. 1591년 12월 26일 이헌국
91. 1592년 5월 2일 김찬
92. 1592년 5월 23일 정곤수
93. 1592년 6월 27일 이덕형
94. 1592년 12월 21일 김응남
95. 1593년 1월 13일 이증
96. 1593년 1월 16일 정창연
97. 1593년 1월 24일 성혼
98. 1593년 5월 6일 이증
99. 1593년 5월 7일 이제민
100. 1593년 8월 5일 김응남
101. 1593년 10월 11일 심희수
102. 1593년 10월 19일 이제민
103. 1593년 10월 21일 정창연
104. 1593년 11월 2일 이헌국
105. 1593년 12월 6일 심희수
106. 1593년 12월 27일 이덕형
107. 1594년 1월 9일 심희수
108. 1594년 3월 9일 김늑
109. 1594년 4월 28일 김우옹
110. 1595년 1월 12일 홍진
111. 1595년 4월 11일 이정형
112. 1595년 6월 22일 김늑
113. 1595년 7월 19일 홍진
114. 1595년 8월 19일 한효순
115. 1595년 9월 24일 김찬
116. 1596년 2월 14일 이기
117. 1596년 10월 9일 이호민
118. 1597년 2월 25일 홍진
119. 1597년 4월 12일 노직
120. 1597년 5월 4일 오억령
121. 1597년 6월 6일 김찬
122. 1597년 6월 21일 이기
123. 1597년 6월 25일 김찬
124. 1597년 8월 10일 이기
125. 1597년 8월 23일 이기
126. 1597년 8월 25일 정창연
127. 1597년 8월 29일 이헌국
128. 1597년 9월 8일 김찬
129. 1597년 9월 15일 윤승훈
130. 1597년 10월 2일 이헌국
131. 1597년 11월 18일 이기
132. 1597년 11월 22일 강산
133. 1597년 12월 15일 이헌국
134. 1597년 12월 23일 이기
135. 1598년 2월 2일 홍진
136. 1598년 2월 4일 이기
137. 1598년 2월 10일 이헌국
138. 1598년 2월 24일 유영경
139. 1598년 2월 25일 이기
140. 1598년 2월 29일 이헌국
141. 1598년 3월 4일 정창연
142. 1598년 4월 14일 이헌국
143. 1598년 5월 25일 이기
144. 1598년 7월 13일 정창연
145. 1598년 8월 2일 정창연
146. 1598년 8월 24일 홍경신
147. 1598년 9월 6일 이기
148. 1598년 9월 20일 이헌국
149. 1598년 9월 26일 정창연
150. 1598년 9월 27일 김홍미
151. 1598년 9월 28일 정창연
152. 1599년 2월 12일 정광적
153. 1599년 2월 16일 이헌국
154. 1599년 2월 22일 윤승훈
155. 1599년 2월 24일 정창연
156. 1599년 2월 25일 정광적
157. 1599년 8월 26일 임국로
158. 1599년 10월 20일 유영경
159. 1599년 11월 22일 정창연
160. 1599년 11월 30일 민몽룡
161. 1600년 1월 10일 정창연
162. 1600년 3월 5일 이유중
163. 1600년 4월 6일 민몽룡
164. 1600년 5월 11일 정창연
165. 1600년 6월 3일 윤승길
166. 1600년 7월 20일 오억령
167. 1600년 7월 27일 기자헌
168. 1600년 8월 25일 홍이상
169. 1600년 11월 10일 박동량
170. 1601년 1월 23일 성영
171. 1601년 2월 3일 박홍로
172. 1601년 3월 6일 윤승길
173. 1601년 5월 16일 정사호
174. 1601년 7월 26일 성영
175. 1601년 10월 22일 황신
176. 1601년 12월 29일 기자헌
177. 1602년 1월 14일 정인홍
178. 1602년 1월 26일 홍이상
179. 1602년 4월 25일 이광정
180. 1602년 7월 23일 정인홍
181. 1602년 11월 10일 홍여순
182. 1603년 4월 17일 홍언신
183. 1603년 4월 26일 박홍로
184. 1603년 8월 1일 박홍로
185. 1603년 8월 30일 신식
186. 1603년 12월 1일 박홍로
187. 1604년 2월 18일 기자헌
188. 1604년 6월 26일 박홍로
189. 1604년 7월 27일 박홍로
190. 1604년 12월 2일 권협
191. 1605년 4월 1일 박승종
192. 1605년 7월 3일 오억령
193. 1605년 7월 27일 권협
194. 1605년 7월 30일 박승종
195. 1605년 12월 3일 홍식
196. 1606년 5월 15일 성영
197. 1606년 9월 1일 박승종
198. 1607년 1월 29일 황섬
199. 1607년 6월 4일 한준겸
200. 1607년 6월 6일 황섬
201. 1607년 6월 15일 홍언신
202. 1607년 9월 3일 박홍로
203. 1607년 9월 27일 홍식
204. 1607년 12월 3일 황섬
205. 1608년 1월 20일 박승종

### 광해군
1. 1608년 2월 3일 최천건
2. 1608년 2월 11일 김신원
3. 1608년 2월 13일 정엽
4. 1608년 2월 15일 정광적
5. 1608년 2월 18일 김신원
6. 1608년 2월 29일 이시언
7. 1608년 3월 4일 정구
8. 1608년 4월 22일 신식
9. 1608년 5월 11일 정엽
10. 1608년 5월 23일 정인홍
11. 1608년 7월 7일 정사호
12. 1608년 10월 3일 윤국형
13. 1608년 10월 20일 정사호
14. 1608년 10월 24일 정엽
15. 1608년 10월 29일 신흠
16. 1608년 11월 9일 이시언
17. 1608년 11월 23일 신흠
18. 1608년 11월 25일 홍이상
19. 1608년 12월 9일 정엽
20. 1609년 1월 8일 이상의
21. 1609년 2월 11일 정사호
22. 1609년 2월 16일 조정
23. 1609년 4월 1일 홍이상
24. 1609년 5월 20일 정엽
25. 1609년 6월 21일 정사효
26. 1609년 7월 3일 이시언
27. 1609년 7월 20일 조정
28. 1609년 8월 20일 홍이상
29. 1609년 8월 30일 윤국형
30. 1609년 9월 16일 최관
31. 1609년 10월 16일 정사호
32. 1609년 12월 10일 김상용
33. 1610년 3월 6일 송순
34. 1610년 4월 20일 김늑
35. 1610년 6월 7일 강첨
36. 1610년 8월 18일 한준겸
37. 1610년 9월 6일 이상의
38. 1610년 9월 22일 이수광
39. 1610년 9월 27일 정엽
40. 1610년 10월 12일 김상용
41. 1610년 11월 13일 유희분
42. 1610년 11월 16일 조정
43. 1610년 11월 19일 강첨
44. 1610년 12월 17일 송순
45. 1610년 12월 30일 이상의
46. 1611년 2월 13일 정사호
47. 1611년 4월 17일 이상의
48. 1611년 5월 2일 이시언
49. 1611년 5월 11일 이수광
50. 1611년 5월 21일 오억령
51. 1611년 6월 2일 조정
52. 1611년 7월 18일 유희분
53. 1611년 8월 9일 정사호
54. 1611년 8월 23일 오억령
55. 1611년 8월 24일 유희분
56. 1611년 11월 23일 조정
57. 1611년 11월 28일 정사호
58. 1611년 12월 27일 이시언
59. 1612년 1월 26일 이이첨
60. 1612년 9월 26일 조정
61. 1612년 11월 9일 이수광
62. 1612년 11월 16일 최유원
63. 1612년 12월 13일 박진원
64. 1612년 12월 20일 이수광
65. 1613년 1월 4일 최유원
66. 1613년 2월 19일 송순
67. 1613년 3월 27일 최유원
68. 1613년 4월 10일 이수광
69. 1613년 4월 13일 박진원
70. 1613년 4월 16일 유인길
71. 1613년 4월 25일 최유원
72. 1613년 6월 4일 유효전
73. 1613년 7월 21일 송순
74. 1613년 9월 1일 박건
75. 1613년 10월 9일 송순
76. 1614년 1월 26일 박건
77. 1614년 5월 20일 송순
78. 1614년 5월 28일 이성
79. 1614년 9월 16일 송순
80. 1614년 9월 18일 박건
81. 1614년 9월 25일 유경종
82. 1614년 11월 19일 송순
83. 1615년 1월 9일 송순
84. 1615년 4월 28일 이영
85. 1615년 6월 2일 송순
86. 1615년 6월 5일 박건
87. 1615년 7월 3일 이영
88. 1615년 8월 23일 유인길
89. 1615년 윤8월 14일 이영
90. 1615년 12월 21일 유인길
91. 1616년 1월 14일 송순
92. 1616년 1월 20일 박건
93. 1616년 9월 29일 남근
94. 1617년 1월 26일 송순
95. 1617년 1월 29일 유간
96. 1617년 4월 25일 유경종
97. 1617년 11월 13일 이영
98. 1618년 1월 11일 유간
99. 1618년 2월 6일 남근
100. 1618년 9월 12일 유경종
101. 1619년 3월 18일 남근
102. 1619년 12월 5일 임취정
103. 1620년 1월 25일 한찬남
104. 1621년 윤2월 16일 남근
105. 1621년 7월 2일 윤인
106. 1622년 3월 12일 남근

### 인조
1. 1623년 3월 15일 남근
2. 1623년 3월 16일 오윤겸
3. 1623년 7월 16일 서성
4. 1623년 윤10월 12일 정광적
5. 1624년 2월 12일 서성
6. 1624년 3월 7일 정엽
7. 1624년 5월 16일 정경세
8. 1624년 5월 26일 정광적
9. 1624년 6월 11일 정엽
10. 1624년 8월 3일 장유
11. 1624년 9월 12일 박동선
12. 1624년 9월 15일 정엽
13. 1624년 11월 23일 이수광
14. 1625년 1월 9일 정엽
15. 1625년 3월 17일 최명길
16. 1625년 4월 5일 남이공
17. 1625년 5월 13일 정경세
18. 1625년 5월 26일 이현영
19. 1625년 6월 16일 정경세
20. 1625년 8월 7일 김상헌
21. 1625년 8월 10일 김상헌
22. 1625년 9월 30일 이홍주
23. 1625년 10월 28일 이수광
24. 1625년 11월 23일 정경세
25. 1626년 1월 22일 이현영
26. 1626년 2월 4일 정경세
27. 1626년 4월 21일 정경세
28. 1626년 5월 23일 박동선
29. 1626년 6월 23일 정경세
30. 1626년 윤6월 11일 정광적
31. 1626년 7월 18일 정경세
32. 1626년 8월 2일 박동선
33. 1626년 8월 27일 정경세
34. 1626년 11월 1일 정경세
35. 1626년 11월 12일 장유
36. 1627년 3월 17일 박동선
37. 1627년 4월 18일 정광적
38. 1627년 5월 11일 정경세
39. 1627년 5월 13일 이수광
40. 1627년 5월 20일 정광적
41. 1627년 6월 12일 정경세
42. 1627년 7월 13일 이현영
43. 1627년 9월 12일 정경세
44. 1627년 10월 4일 정경세
45. 1627년 10월 6일 정광적
46. 1627년 11월 16일 박동선
47. 1627년 12월 15일 이홍주
48. 1628년 1월 5일 정경세
49. 1628년 2월 6일 박동선
50. 1628년 3월 7일 이홍주
51. 1628년 4월 25일 홍서봉
52. 1628년 6월 1일 홍서봉
53. 1628년 9월 5일 홍서봉
54. 1628년 11월 16일 김상헌

### 숙종
1. 1685년 김유(金洧) *증대사헌(贈大司憲)

## 참고자료
- 《대전회통(大典會通)》
- 《조선왕조실록(朝鮮王朝實錄)》
  - 춘추관 관원들 (1616). 《선조실록》.